# سطور نخاعية للبطين الرابع
السطور النخاعية سطور بيضاء نتيجة الاتفاف حول السويقة المخيخية السفلية في الجزء السفلي للبطين الرابع وعبور الباحة السمعية والبارزة الإنسية، وتُشكل السطور النخاعية جزءًا من الجزء القوقعي للعصب الدهليزي القوقعي وتختفي هذه السطور في التلم الجانبي.

## صور إضافية

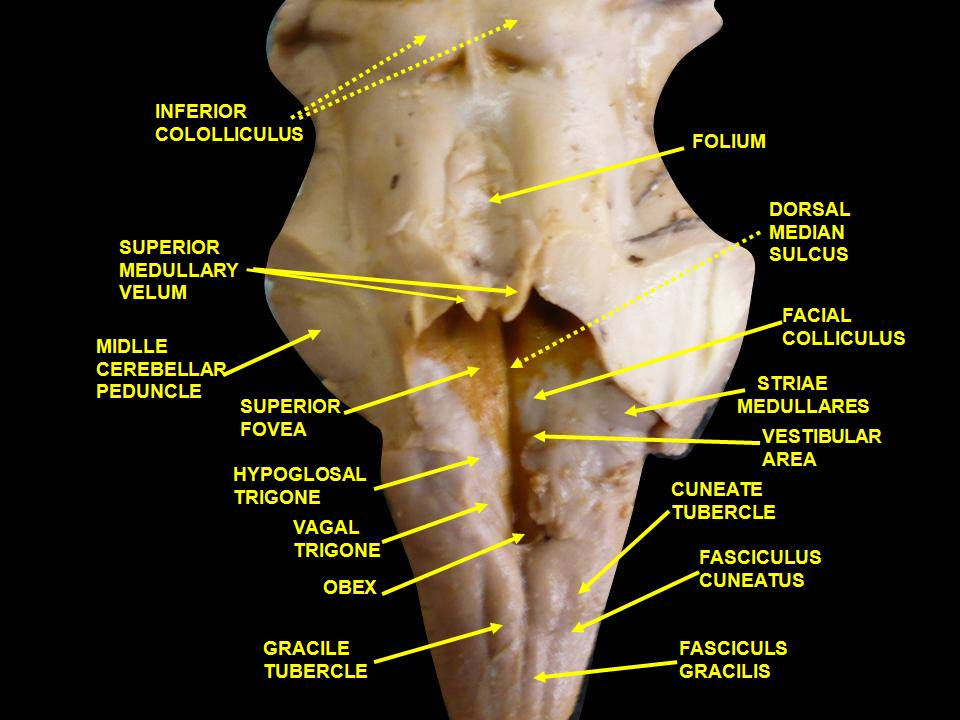
البطين الرابع. منظر خلفي. تشريح عميق.

## روابط خارجية
- رسم تخطيطي في UMich

1. ↑  نموذج تأسيسي في التشريح، QID:Q1406710